# ぐらぶるTVちゃんねるっ!
『ぐらぶるTVちゃんねるっ!』（ぐらぶるテレビちゃんねるっ!）は、TOKYO MXで放送されている、ソーシャルゲーム『グランブルーファンタジー』についてのバラエティ番組である。

## 概要
Cygamesのソーシャルゲーム『グランブルーファンタジー』のキャストやスタッフなどをゲストに招き、グラブルの魅力や遊び方を伝える番組。Cygamesの一社提供である。
『ぐらぶるTVちゃんねるっ!』の放送開始以前は、ニコニコ動画にて『ぐらぶるちゃんねるっ!』のタイトルでラジオ番組として配信されていた。
2020年5月・6月の第58回 - 第64回は、新型コロナウイルス感染症の影響で番組収録が困難であったため、過去の放送回を再編集して放送された。
TOKYO MXの放送対象地域である東京都の外に居住している場合は、近隣県の場合は域外から越境受信してテレビで視聴するか、遠隔地の場合にはTOKYO MX公式配信サイト「エムキャス」にてリアルタイムで視聴することができる。また、見逃し配信として「エムキャス」およびYouTubeで1週間視聴可能である。

## 番組構成
出典

### オープニング
菊一文字によるゲーム内の5コマ漫画『ぐらぶるっ！』の出張版。パーソナリティの小野が演じるグランや加藤が演じるシェロカルテのほか、ゲストが演じるキャラクターも登場する。

### 主なコーナー
何が出るかな?ぐらぶるっ!サイコロトーク
サイコロの出た目に設定されているお題に沿ってトークするコーナー。お題は前の放送回のゲストが設定する。
「メインメンバー」勝手にランキング
グラブルのメインメンバー3人を編成するように、ゲストの好きなランキングTOP3を発表するコーナー。なお、ランキングはグラブルとは関係のない場合が多い。
空の世界に行ってみました!
もしグラブルの世界に入ることができたら、「自分はこんなキャラになると思う」「なりたい」という理想を語るコーナー。
騎空士からのお知らせ
「番組へのお便り」から送られた、騎空士（プレイヤー）からのお知らせを紹介するコーナー。紹介されると、ゲーム内称号「ぐらぶるちゃんねらー」を獲得できる。
ルリアノート
VRのルリア（声 - 東山奈央）がグラブルの最新情報を紹介するコーナー。隔週放送。

### 過去のコーナー
以下のコーナーは2021年3月以降、行われていない。
あなたの6属性、教えてください
ゲストの趣味や特技、マイブームを1文字ずつ、計6文字で紹介するコーナー。
デイリースケジュール
ゲストの1日のスケジュールについてトークするコーナー。
騎空士の夢、叶えます
ゲストと一緒にやりたいことを提案していくコーナー。
みんなのフリークエスト
ゲストの悩みをパーソナリティの小野がバシッと解決したりしなかったりするコーナー。
私にとってのグランサイファー
団員たちの大事なホームである「グランサイファー」のようにゲストのお気に入りのスポットを紹介するコーナー。

## 放送リスト

### 2019年
| 回     | 放送日   | ゲスト                                   | 備考     |
| ------ | -------- | ---------------------------------------- | -------- |
| 第1回  | 4月7日   | 立花理香                                 |          |
| 第2回  | 4月14日  | 立花理香                                 |          |
| 第3回  | 4月21日  | 木村唯人                                 |          |
| 第4回  | 4月28日  | 木村唯人                                 |          |
| 第5回  | 5月5日   | 水橋かおり                               |          |
| 第6回  | 5月12日  | 水橋かおり                               |          |
| 第7回  | 5月19日  | 柚木涼香                                 |          |
| 第8回  | 5月26日  | 柚木涼香                                 |          |
| 第9回  | 6月2日   | 福山潤                                   |          |
| 第10回 | 6月9日   | 福山潤                                   |          |
| 第11回 | 6月16日  | ゆかな                                   |          |
| 第12回 | 6月23日  | ゆかな                                   |          |
| 第13回 | 6月30日  | 立花理香、今井麻美                       |          |
| 第14回 | 7月7日   | 名塚佳織                                 |          |
| 第15回 | 7月14日  | 名塚佳織                                 |          |
| 第16回 | 7月21日  | 今井麻美                                 |          |
| 第17回 | 7月28日  | 今井麻美                                 |          |
| 第18回 | 8月4日   | 福原哲也                                 |          |
| 第19回 | 8月11日  | 福原哲也                                 |          |
| 第20回 | 8月18日  | 東山奈央                                 |          |
| 第21回 | 8月25日  | 東山奈央                                 |          |
| 第22回 | 9月1日   | 白石稔 逢坂良太、江口拓也（VTR出演）     |          |
| 第23回 | 9月8日   | 白石稔                                   | [ 注 3 ] |
| 第24回 | 9月15日  | 白石稔                                   | [ 注 3 ] |
| 第25回 | 9月22日  | 井上和彦                                 | [ 注 4 ] |
| 第26回 | 9月29日  | 井上和彦 福山潤（VTR出演）               | [ 注 5 ] |
| 第27回 | 10月6日  | 成田勤 福山潤（VTR出演）                 |          |
| 第28回 | 10月13日 | 成田勤                                   |          |
| 第29回 | 10月20日 | 今井麻美、立花理香                       |          |
| 第30回 | 10月27日 | 今井麻美、立花理香、木村唯人             |          |
| 第31回 | 11月3日  | 白石涼子                                 |          |
| 第32回 | 11月10日 | 白石涼子                                 |          |
| 第33回 | 11月17日 | 米澤円                                   |          |
| 第34回 | 11月24日 | 米澤円 今井麻美（VTR出演）               |          |
| 第35回 | 12月1日  | 森田成一                                 |          |
| 第36回 | 12月8日  | 森田成一 米澤円、白石稔、川原慶久        |          |
| 第37回 | 12月15日 | M・A・O                                  |          |
| 第38回 | 12月22日 | M・A・O                                  |          |
| 第39回 | 12月31日 | 加藤英美里、東山奈央、木村唯人、福原哲也 | [ 注 6 ] |

### 2020年
| 回     | 放送日   | ゲスト                                      | 備考      |
| ------ | -------- | ------------------------------------------- | --------- |
| 第40回 | 1月12日  | 米澤円、伊藤かな恵、立花理香                |           |
| 第41回 | 1月19日  | 稲田徹                                      |           |
| 第42回 | 1月26日  | 稲田徹                                      |           |
| 第43回 | 2月2日   | 逢坂良太                                    |           |
| 第44回 | 2月9日   | 逢坂良太                                    |           |
| 第45回 | 2月16日  | 緒方恵美                                    |           |
| 第46回 | 2月23日  | 緒方恵美                                    |           |
| 第47回 | 3月1日   | 檜山修之                                    |           |
| 第48回 | 3月8日   | 檜山修之 福山潤（VTR出演）                  |           |
| 第49回 | 3月15日  | 水田わさび                                  |           |
| 第50回 | 3月22日  | 水田わさび                                  |           |
| 第51回 | 3月29日  | 小野友樹（ゲスト） 川原慶久、立花理香（MC） | [ 注 7 ]  |
| 第52回 | 4月5日   | 伊藤かな恵                                  |           |
| 第53回 | 4月12日  | 伊藤かな恵                                  |           |
| 第54回 | 4月19日  | 川原慶久                                    |           |
| 第55回 | 4月26日  | 川原慶久                                    |           |
| 第56回 | 5月3日   | 松田健一郎                                  |           |
| 第57回 | 5月10日  | 松田健一郎                                  |           |
| 第58回 | 5月17日  | 井上和彦、逢坂良太                          | [ 注 8 ]  |
| 第59回 | 5月24日  | ゆかな、水田わさび                          | [ 注 9 ]  |
| 第60回 | 5月31日  | 福山潤、檜山修之                            | [ 注 10 ] |
| 第61回 | 6月7日   | 緒方恵美、森田成一                          | [ 注 11 ] |
| 第62回 | 6月14日  | 今井麻美、立花理香                          | [ 注 12 ] |
| 第63回 | 6月21日  | 東山奈央、M・A・O                           | [ 注 13 ] |
| 第64回 | 6月28日  | 白石稔、成田勤                              | [ 注 14 ] |
| 第65回 | 7月5日   | 山村響                                      |           |
| 第66回 | 7月12日  | 山村響                                      |           |
| 第67回 | 7月19日  | 星野貴紀                                    |           |
| 第68回 | 7月26日  | 星野貴紀                                    |           |
| 第69回 | 8月2日   | 緑川光                                      |           |
| 第70回 | 8月9日   | 緑川光                                      |           |
| 第71回 | 8月16日  | 小山力也                                    |           |
| 第72回 | 8月23日  | 小山力也                                    |           |
| 第73回 | 8月30日  | 立花理香、今井麻美                          |           |
| 第74回 | 9月6日   | 植田佳奈                                    |           |
| 第75回 | 9月13日  | 植田佳奈                                    |           |
| 第76回 | 9月20日  | 高森奈津美                                  |           |
| 第77回 | 9月27日  | 高森奈津美                                  |           |
| 第78回 | 10月4日  | 久川綾                                      |           |
| 第79回 | 10月11日 | 久川綾                                      |           |
| 第80回 | 10月18日 | 小林太郎、成田勤                            |           |
| 第81回 | 10月25日 | 小林太郎、成田勤                            |           |
| 第82回 | 11月1日  | 伊藤静                                      |           |
| 第83回 | 11月8日  | 伊藤静                                      |           |
| 第84回 | 11月15日 | 門脇舞以                                    |           |
| 第85回 | 11月22日 | 門脇舞以                                    |           |
| 第86回 | 11月29日 | 川原慶久、星野貴紀                          |           |
| 第87回 | 12月6日  | 高木美佑                                    |           |
| 第88回 | 12月13日 | 高木美佑                                    |           |
| 第89回 | 12月20日 | 井口裕香                                    |           |
| 第90回 | 12月27日 | 井口裕香                                    |           |
| 第91回 | 12月31日 | 白石稔、立花理香、逢坂良太                  | [ 注 15 ] |

### 2021年
| 回      | 放送日   | ゲスト名                             | 備考      |
| ------- | -------- | ------------------------------------ | --------- |
| 第92回  | 1月10日  | KENN                                 |           |
| 第93回  | 1月17日  | KENN                                 |           |
| 第94回  | 1月24日  | 丹下桜                               |           |
| 第95回  | 1月31日  | 丹下桜                               |           |
| 第96回  | 2月7日   | 辻あゆみ                             |           |
| 第97回  | 2月14日  | 辻あゆみ                             |           |
| 第98回  | 2月21日  | 伊瀬茉莉也                           |           |
| 第99回  | 2月28日  | 伊瀬茉莉也                           |           |
| 第100回 | 3月7日   | 金元寿子                             |           |
| 第101回 | 3月14日  | 金元寿子                             |           |
| 第102回 | 3月21日  | 関智一 東山奈央、逢坂良太（VTR出演） | [ 注 16 ] |
| 第103回 | 3月28日  | 関智一                               |           |
| 第104回 | 4月4日   | 米澤円                               |           |
| 第105回 | 4月11日  | 米澤円                               |           |
| 第106回 | 4月18日  | 江口拓也                             |           |
| 第107回 | 4月25日  | 江口拓也                             |           |
| 第108回 | 5月2日   | 白石稔                               | [ 注 17 ] |
| 第109回 | 5月9日   | 白石稔                               | [ 注 17 ] |
| 第110回 | 5月16日  | 谷山紀章                             |           |
| 第111回 | 5月23日  | 谷山紀章                             |           |
| 第112回 | 5月30日  | 加藤英美里、東山奈央、米澤円         |           |
| 第113回 | 6月6日   | 平田広明                             |           |
| 第114回 | 6月13日  | 平田広明                             |           |
| 第115回 | 6月20日  | 近藤隆                               |           |
| 第116回 | 6月27日  | 近藤隆                               |           |
| 第117回 | 7月4日   | 下屋則子                             |           |
| 第118回 | 7月11日  | 下屋則子                             |           |
| 第119回 | 7月18日  | 小林由美子                           |           |
| 第120回 | 7月25日  | 小林由美子                           |           |
| 第121回 | 8月1日   | 黒沢ともよ                           |           |
| 第122回 | 8月8日   | 黒沢ともよ                           |           |
| 第123回 | 8月15日  | 本渡楓                               |           |
| 第124回 | 8月22日  | 本渡楓                               |           |
| 第125回 | 8月29日  | 星野貴紀、川原慶久、成田勤           |           |
| 第126回 | 9月5日   | 井上剛                               |           |
| 第127回 | 9月12日  | 井上剛                               |           |
| 第128回 | 9月19日  | 柿原徹也                             |           |
| 第129回 | 9月26日  | 柿原徹也                             |           |
| 第130回 | 10月3日  | 白井悠介                             |           |
| 第131回 | 10月10日 | 白井悠介                             |           |
| 第132回 | 10月17日 | 大久保瑠美                           |           |
| 第133回 | 10月24日 | 大久保瑠美                           |           |
| 第134回 | 10月31日 | 小山力也、井口裕香、関智一、谷山紀章 | [ 注 18 ] |
| 第135回 | 11月7日  | 立花理香                             |           |
| 第136回 | 11月14日 | 立花理香                             |           |
| 第137回 | 11月21日 | 南條愛乃                             |           |
| 第138回 | 11月28日 | 南條愛乃                             |           |
| 第139回 | 12月5日  | 羽多野渉                             |           |
| 第140回 | 12月12日 | 羽多野渉                             |           |
| 第141回 | 12月19日 | 岸尾だいすけ                         |           |
| 第142回 | 12月26日 | 岸尾だいすけ                         |           |

### 2022年
| 回      | 放送日   | ゲスト                                   | 備考      |
| ------- | -------- | ---------------------------------------- | --------- |
| 第143回 | 1月9日   | 小西克幸                                 |           |
| 第144回 | 1月16日  | 小西克幸                                 |           |
| 第145回 | 1月23日  | 広橋涼                                   |           |
| 第146回 | 1月30日  | 広橋涼                                   |           |
| 第147回 | 2月6日   | 諸星すみれ                               |           |
| 第148回 | 2月13日  | 諸星すみれ                               |           |
| 第149回 | 2月20日  | 松風雅也                                 |           |
| 第150回 | 2月27日  | 松風雅也                                 |           |
| 第151回 | 3月6日   | 東山奈央                                 |           |
| 第152回 | 3月13日  | 東山奈央                                 |           |
| 第153回 | 3月20日  | 市来光弘                                 |           |
| 第154回 | 3月27日  | 市来光弘                                 |           |
| 第155回 | 4月3日   | ゆかな                                   |           |
| 第156回 | 4月10日  | ゆかな                                   |           |
| 第157回 | 4月17日  | 小林裕介                                 |           |
| 第158回 | 4月24日  | 小林裕介                                 |           |
| 第159回 | 5月1日   | 福原香織                                 |           |
| 第160回 | 5月8日   | 福原香織                                 |           |
| 第161回 | 5月15日  | 伊藤かな恵                               |           |
| 第162回 | 5月22日  | 伊藤かな恵                               |           |
| 第163回 | 5月29日  | 緑川光、KENN、江口拓也、下屋則子         | [ 注 19 ] |
| 第164回 | 6月5日   | 園崎未恵                                 |           |
| 第165回 | 6月12日  | 園崎未恵                                 |           |
| 第166回 | 6月19日  | 芹澤優                                   |           |
| 第167回 | 6月26日  | 芹澤優                                   |           |
| 第168回 | 7月3日   | 川原慶久                                 |           |
| 第169回 | 7月10日  | 川原慶久                                 |           |
| 第170回 | 7月17日  | 高木美佑                                 |           |
| 第171回 | 7月24日  | 高木美佑                                 |           |
| 第172回 | 7月31日  | 加藤英美里、伊藤かな恵、高森奈津美       |           |
| 第173回 | 8月7日   | 高橋美佳子                               |           |
| 第174回 | 8月14日  | 高橋美佳子 東山奈央、今井麻美（VTR出演） |           |
| 第175回 | 8月21日  | 星野貴紀                                 |           |
| 第176回 | 8月28日  | 星野貴紀                                 |           |
| 第177回 | 9月4日   | 日笠陽子                                 |           |
| 第178回 | 9月11日  | 日笠陽子                                 |           |
| 第179回 | 9月18日  | 今井麻美                                 |           |
| 第180回 | 9月25日  | 今井麻美                                 |           |
| 第181回 | 10月2日  | 逢坂良太                                 |           |
| 第182回 | 10月9日  | 逢坂良太                                 |           |
| 第183回 | 10月16日 | 高橋花林                                 |           |
| 第184回 | 10月23日 | 高橋花林                                 |           |
| 第185回 | 10月30日 | 大久保瑠美、羽多野渉、小西克幸、福原香織 | [ 注 20 ] |
| 第186回 | 11月6日  | 白石涼子                                 |           |
| 第187回 | 11月13日 | 白石涼子                                 |           |
| 第188回 | 11月20日 | 犬山イヌコ                               |           |
| 第189回 | 11月27日 | 犬山イヌコ                               |           |
| 第190回 | 12月4日  | ファイルーズあい                         |           |
| 第191回 | 12月11日 | ファイルーズあい                         |           |
| 第192回 | 12月18日 | 相沢舞                                   |           |
| 第193回 | 12月25日 | 相沢舞                                   |           |

### 2023年
| 回      | 放送日   | ゲスト名                                           | 備考      |
| ------- | -------- | -------------------------------------------------- | --------- |
| 第194回 | 1月8日   | 速水奨                                             |           |
| 第195回 | 1月15日  | 速水奨                                             |           |
| 第196回 | 1月22日  | 小清水亜美                                         |           |
| 第197回 | 1月29日  | 小清水亜美                                         |           |
| 第198回 | 2月5日   | 鈴木みのり                                         |           |
| 第199回 | 2月12日  | 鈴木みのり                                         |           |
| 第200回 | 2月19日  | 水中雅章                                           |           |
| 第201回 | 2月26日  | 水中雅章                                           |           |
| 第202回 | 3月5日   | 伊藤静                                             |           |
| 第203回 | 3月12日  | 伊藤静                                             |           |
| 第204回 | 3月19日  | 國立幸                                             |           |
| 第205回 | 3月26日  | 國立幸                                             |           |
| 第206回 | 4月2日   | 長谷川明子                                         |           |
| 第207回 | 4月9日   | 長谷川明子                                         |           |
| 第208回 | 4月16日  | 高森奈津美                                         |           |
| 第209回 | 4月23日  | 高森奈津美                                         |           |
| 第210回 | 4月30日  | ファイルーズあい、小清水亜美、鈴木みのり、水中雅章 | [ 注 21 ] |
| 第211回 | 5月7日   | 蒼井翔太                                           |           |
| 第212回 | 5月14日  | 蒼井翔太                                           |           |
| 第213回 | 5月21日  | 井口裕香                                           |           |
| 第214回 | 5月28日  | 井口裕香                                           |           |
| 第215回 | 6月4日   | 遠藤璃菜                                           |           |
| 第216回 | 6月11日  | 遠藤璃菜                                           |           |
| 第217回 | 6月18日  | 白石晴香                                           |           |
| 第218回 | 6月25日  | 白石晴香                                           |           |
| 第219回 | 7月2日   | 三上枝織                                           |           |
| 第220回 | 7月9日   | 三上枝織                                           |           |
| 第221回 | 7月16日  | 石井マーク                                         |           |
| 第222回 | 7月23日  | 石井マーク                                         |           |
| 第223回 | 7月30日  | 加藤英美里、門脇舞以                               | [ 注 22 ] |
| 第224回 | 8月6日   | 田野アサミ                                         |           |
| 第225回 | 8月13日  | 田野アサミ                                         |           |
| 第226回 | 8月20日  | 野島健児                                           |           |
| 第227回 | 8月27日  | 野島健児                                           |           |
| 第228回 | 9月3日   | 小松未可子                                         |           |
| 第229回 | 9月10日  | 小松未可子                                         |           |
| 第230回 | 9月17日  | たかはし智秋                                       |           |
| 第231回 | 9月24日  | たかはし智秋                                       |           |
| 第232回 | 10月1日  | 井上和彦                                           |           |
| 第233回 | 10月8日  | 井上和彦                                           |           |
| 第234回 | 10月15日 | 山本希望                                           |           |
| 第235回 | 10月22日 | 山本希望                                           |           |
| 第236回 | 10月29日 | 國立幸、蒼井翔太、井口裕香、野島健児               | [ 注 23 ] |
| 第237回 | 11月5日  | 松岡由貴                                           |           |
| 第238回 | 11月12日 | 松岡由貴                                           |           |
| 第239回 | 11月19日 | 大久保瑠美                                         |           |
| 第240回 | 11月26日 | 大久保瑠美                                         |           |
| 第241回 | 12月3日  | 小澤亜李                                           |           |
| 第242回 | 12月10日 | 小澤亜李                                           |           |
| 第243回 | 12月17日 | 伊瀬茉莉也                                         |           |
| 第244回 | 12月24日 | 伊瀬茉莉也                                         |           |

### 2024年
| 回      | 放送日   | ゲスト | 備考      |
| ------- | -------- | --- | --------- |
| 第245回 | 1月3日   | 高木美佑、市来光弘、石井マーク | [ 注 24 ] |
| 第246回 | 1月7日   | 高橋広樹 |           |
| 第247回 | 1月14日  | 高橋広樹 |           |
| 第248回 | 1月21日  | 金元寿子 |           |
| 第249回 | 1月28日  | 金元寿子 |           |
| 第250回 | 2月4日   | 佐藤拓也 |           |
| 第251回 | 2月11日  | 佐藤拓也 |           |
| 第252回 | 2月18日  | 長縄まりあ |           |
| 第253回 | 2月25日  | 長縄まりあ |           |
| 第254回 | 3月3日   | 増田俊樹 |           |
| 第255回 | 3月10日  | 増田俊樹 |           |
| 第256回 | 3月17日  | 石井未紗 |           |
| 第257回 | 3月24日  | 石井未紗 |           |
| 第258回 | 3月31日  | 立花理香、今井麻美、福山潤、川原慶久、星野貴紀 | [ 注 25 ] |
| 第259回 | 4月7日   | 稲田徹 |           |
| 第260回 | 4月14日  | 稲田徹 |           |
| 第261回 | 4月21日  | 森久保祥太郎 |           |
| 第262回 | 4月28日  | 森久保祥太郎 |           |
| 第263回 | 5月5日   | 山岡ゆり |           |
| 第264回 | 5月12日  | 山岡ゆり |           |
| 第265回 | 5月19日  | 梶裕貴 |           |
| 第266回 | 5月26日  | 梶裕貴 |           |
| 第267回 | 6月2日   | 徳井青空 |           |
| 第268回 | 6月9日   | 徳井青空 |           |
| 第269回 | 6月16日  | 日野聡 |           |
| 第270回 | 6月23日  | 日野聡 |           |
| 第271回 | 6月30日  | 白石稔（ゲスト）、(國立幸、山岡ゆり、福山潤、川原慶久、星野貴紀、野島健児、立花理香、成田勤、遠藤璃菜、谷山紀章、市来光弘、大久保瑠美)、田野アサミ（VTR出演） | [ 注 26 ] |
| 第272回 | 7月7日   | 中原麻衣 |           |
| 第273回 | 7月14日  | 中原麻衣 |           |
| 第274回 | 7月21日  | 佐倉綾音 |           |
| 第275回 | 7月28日  | 佐倉綾音 |           |
| 第276回 | 8月4日   | 伊藤静 |           |
| 第277回 | 8月11日  | 伊藤静 |           |
| 第278回 | 8月18日  | 下屋則子 |           |
| 第279回 | 8月25日  | 下屋則子 |           |
| 第280回 | 9月1日   | 平野綾 |           |
| 第281回 | 9月8日   | 平野綾 |           |
| 第282回 | 9月15日  | Lynn |           |
| 第283回 | 9月22日  | Lynn |           |
| 第284回 | 9月29日  | 高森奈津美、勝杏里、今井麻美（VTR出演） |           |
| 第285回 | 10月6日  | 行成とあ |           |
| 第286回 | 10月13日 | 行成とあ |           |
| 第287回 | 10月20日 | 荒川美穂 |           |
| 第288回 | 10月27日 | 荒川美穂 |           |
| 第289回 | 11月3日  | 岸尾だいすけ |           |
| 第290回 | 11月10日 | 岸尾だいすけ |           |
| 第291回 | 11月17日 | 丹下桜 |           |
| 第292回 | 11月24日 | 丹下桜 |           |
| 第293回 | 12月1日  | 石井マーク |           |
| 第294回 | 12月8日  | 石井マーク |           |
| 第295回 | 12月15日 | 小清水亜美 |           |
| 第296回 | 12月22日 | 小清水亜美 |           |
| 第297回 | 12月29日 | 水中雅章、田野アサミ、佐藤拓也、長縄まりあ | [ 注 27 ] |

### 2025年
| 回      | 放送日  | ゲスト                                 | 備考      |
| ------- | ------- | -------------------------------------- | --------- |
| 第298回 | 1月5日  | 小岩井ことり（ゲスト）、金元寿子（MC） |           |
| 第299回 | 1月12日 | 小岩井ことり（ゲスト）、金元寿子（MC） |           |
| 第300回 | 1月19日 | 加瀬康之                               |           |
| 第301回 | 1月26日 | 加瀬康之                               |           |
| 第302回 | 2月2日  | 近藤玲奈                               |           |
| 第303回 | 2月9日  | 近藤玲奈                               |           |
| 第304回 | 2月16日 | 檜山修之                               |           |
| 第305回 | 2月23日 | 檜山修之                               |           |
| 第306回 | 3月2日  | いのくちゆか                           |           |
| 第307回 | 3月9日  | いのくちゆか                           |           |
| 第308回 | 3月16日 | 門脇舞以                               |           |
| 第309回 | 3月23日 | 門脇舞以                               |           |
| 第310回 | 3月30日 | 小松未可子、高橋広樹、梶裕貴、佐倉綾音 | [ 注 28 ] |
| 第311回 | 4月6日  | 横島亘                                 |           |
| 第312回 | 4月13日 | 横島亘                                 |           |
| 第313回 | 4月20日 | 竹達彩奈                               |           |
| 第314回 | 4月27日 | 竹達彩奈                               |           |
| 第315回 | 5月4日  | 嶋村侑                                 |           |
| 第316回 | 5月11日 | 嶋村侑                                 |           |
| 第317回 | 5月18日 | 小林裕介                               |           |
| 第318回 | 5月25日 | 小林裕介                               |           |
| 第319回 | 6月1日  | 下野紘                                 |           |
| 第320回 | 6月8日  | 下野紘                                 |           |
| 第321回 | 6月15日 | 木下紗華                               |           |
| 第322回 | 6月22日 | 木下紗華                               |           |
| 第323回 | 6月29日 | （ロケ企画のためゲストなし）           | [ 注 29 ] |
| 第324回 | 7月6日  | 園崎未恵                               |           |
| 第325回 | 7月13日 | 園崎未恵                               |           |
| 第326回 | 7月20日 | 高梨謙吾                               |           |
| 第327回 | 7月27日 | 高梨謙吾                               |           |
| 第328回 | 8月3日  | 松風雅也                               |           |
| 第329回 | 8月10日 | 松風雅也                               |           |